# Enargit
Enargit är ett mineral bestående av koppar (48 %), arsenik och svavel och har sitt namn från det grekiska ordet enarge (distinkt) syftande på spaltningen i tre riktningar. Den är svart och metallglänsande och ibland strierad längs c-axeln.
Den förekommer i mineralfyndigheter i Butte, Montana, San Juan Mountains, Colorado och både Bingham Canyon och Tintic, Utah, alla i USA. Den finns också i koppargruvor i Kanada, Mexiko, Argentina, Chile, Peru och Filippinerna.
I Argentina förekommer mineralet tillsammans med famatinit, vilket är den motsvarande antimonföreningen (antimon i stället för arsenik). Även övergångsformer mellan dessa två förekommer. Enargit är dimorf med luzonit.